# Radiant Office
Radiant Office (hangeul : 자체발광 오피스 ; RR : Jachebalgwang Opiseu) est une série télévisée sud-coréenne diffusée entre le 15 mars et le 4 mai 2017 sur MBC avec Go Ah-sung, Ha Seok-jin, Kim Dong-wook, Lee Dong-hwi et Hoya.

## Synopsis
(10 août 2020).
Le contenu est difficilement compréhensible vu les erreurs de traduction, qui sont peut-être dues à l'utilisation d'un logiciel de traduction automatique.
Eun Ho-won fait face à des refus répétés dans sa recherche d'emploi jusqu'à ce que le désespoir la pousse à tenter de se suicider. À l'hôpital, elle apprend qu'elle pourrait être en phase terminale, mais en même temps, elle réussit enfin à être embauchée. Pensant qu'elle n'a rien à perdre, elle aborde son travail et sa vie avec de nouvelles perspectives. Son supérieur au travail, Seo Woo-jin, la considère comme une douleur au cou. 

## Distribution

### Acteurs principaux
- Go Ah-sung : Eun Ho-won
- Ha Seok-jin : Seo Woo-jin
- Lee Dong-hwi : Do Ki-taek
- Kim Dong-wook : Seo Hyun
- Hoya : Jang Kang-ho

### Acteurs secondaires
- Kwon Hae-hyo : Park Sang-man
- Kim Byung-choon : Heo Gu-dong
- Jang Shin-young : Jo Seok-kyung
- Oh Dae-hwan : Lee Yong-jae
- Han Sun-hwa : Ha Ji-na
- Kim Yu-mi : Lee Hyo-ri
- Kim Hee-chan : Oh Jae-min
- FeelDog : Eun Ho-jae
- Choi Beom-ho : Seo Tae-woo
- Lee Yoon-sang : Han Jung-tae
- Park Se-wan : Lee Kkot-bi
- Im Ye-jin : Eun

## Classements
Dans le tableau ci-dessous, les chiffres bleus représentent les scores, et les chiffres rouges représentent les plus hauts scores.
| Nb. d'épisodes | Date de diffusion originale | Audience moyenne | Audience moyenne            | Audience moyenne | Audience moyenne            |
| Nb. d'épisodes | Date de diffusion originale | Scores TNmS      | Scores TNmS                 | AGB Nielsen      | AGB Nielsen                 |
| Nb. d'épisodes | Date de diffusion originale | National         | Région de la capitale Séoul | National         | Région de la capitale Séoul |
| -------------- | --------------------------- | ---------------- | --------------------------- | ---------------- | --------------------------- |
| 1              | 15 mars 2017                | 3.8% (N/R)       | 4.1% (N/R)                  | 3.8% (N/R)       | 4.2% (N/R)                  |
| 2              | 16 mars 2017                | 4,1 % (N/R)      | 4,9 % (N/R)                 | 3,9 % (N/R)      | 4,7 % (N/R)                 |
| 3              | 22 mars 2017                | 4,4 % (N/R)      | 5,0 % (N/R)                 | 3.8% (N/R)       | 4,4 % (N/R)                 |
| 4              | 23 mars 2017                | 4,6 % (N/R)      | 5,4 % (N/R)                 | 5,2 % (N/R)      | 6,0 % (N/R)                 |
| 5              | 29 mars 2017                | 4,6 % (N/R)      | 5,2 % (N/R)                 | 5,4 % (N/R)      | 6,0 % (N/R)                 |
| 6              | 30 mars 2017                | 4,9 % (N/R)      | 5,4 % (N/R)                 | 6,0 % (N/R)      | 6,5 % (N/R)                 |
| 7              | 5 avril 2017                | 6,0 % (N/R)      | 6,3 % (N/R)                 | 7.4% (18th)      | 7,7 % (14th)                |
| 8              | 6 avril 2017                | 5,8 % (N/R)      | 5,9 % (N/R)                 | 7,3 % (19th)     | 7,4 % (18th)                |
| 9              | 12 avril 2017               | 5,6 % (N/R)      | 6,3 % (N/R)                 | 5,9 % (N/R)      | 6,6 % (N/R)                 |
| 10             | 13 avril 2017               | 6.2% (N/R)       | 7.3% (N/R)                  | 7,1 % (19th)     | 8.2% (18th)                 |
| 11             | 19 avril 2017               | 4,9 % (N/R)      | 5,4 % (N/R)                 | 4,4 % (N/R)      | 4,9 % (N/R)                 |
| 12             | 20 avril 2017               | 5,7 % (N/R)      | 5,9 % (N/R)                 | 6,7 % (20th)     | 7,0 % (17th)                |
| 13             | 26 avril 2017               | 6,0 % (N/R)      | 6,4 % (N/R)                 | 6,8 % (17th)     | 7,7 % (11th)                |
| 14             | 27 avril 2017               | 5,6 % (N/R)      | 6,5 % (N/R)                 | 6,8 % (18th)     | 7,7 % (12th)                |
| 15             | 3 mai 2017                  | 5,3 % (N/R)      | 6,2 % (N/R)                 | 6,4 % (17th)     | 7,3 % (12th)                |
| 16             | 4 mai 2017                  | 5,5 % (N/R)      | 6,0 % (N/R)                 | 7,0 % (14th)     | 7,5 % (11th)                |
| Moyenne        | Moyenne                     | 5,2 %            | 5,8 %                       | 5,9 %            | 6,5 %                       |

## Diffusion internationale
- Oh!K (2017)
- Fantastic TV Channel 77 (2018)
- Willax Televisión (2018)